# Wredenhagen

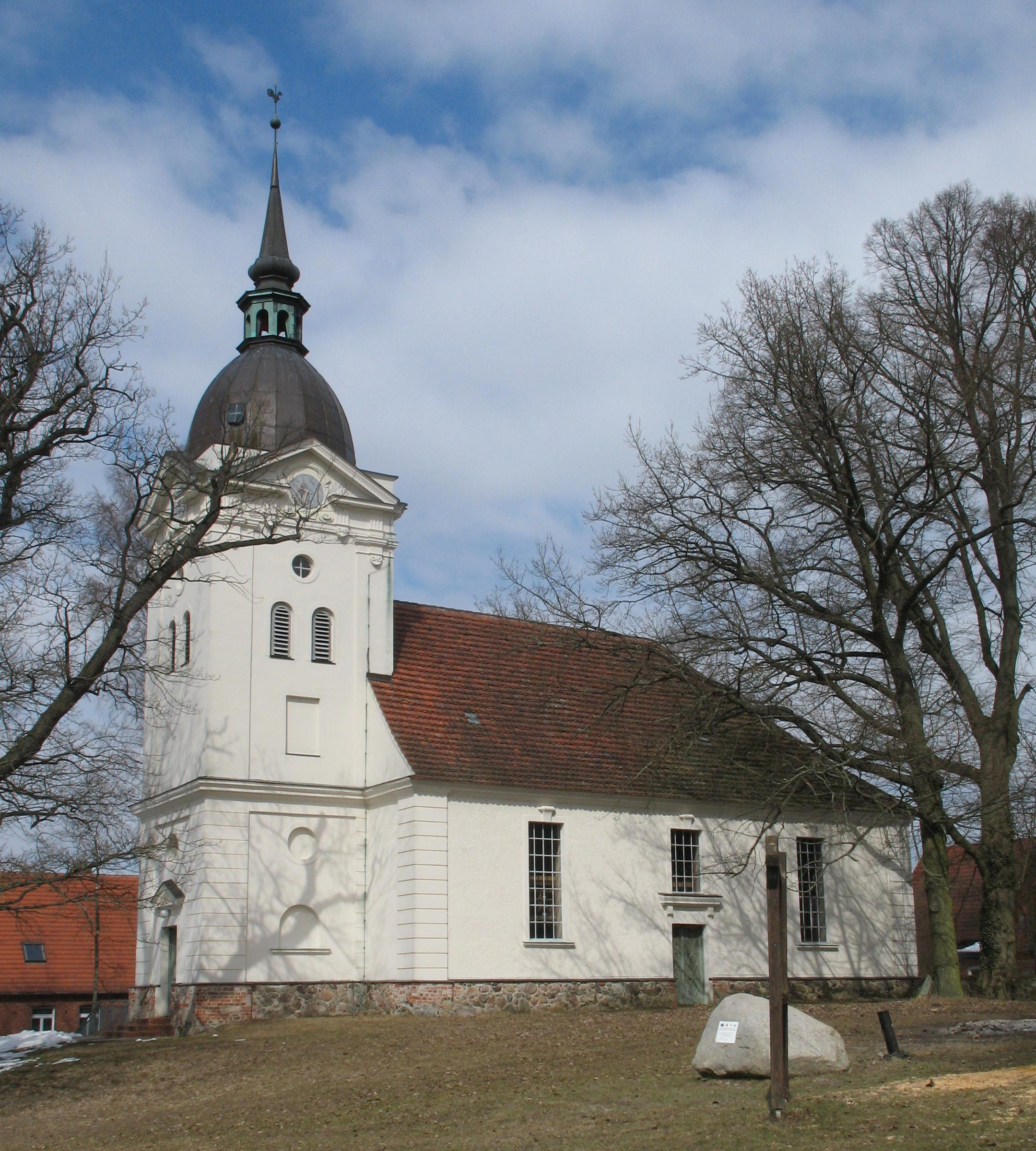
Biserică

Wredenhagen este o comună din landul Mecklenburg-Pomerania Inferioară, Germania.

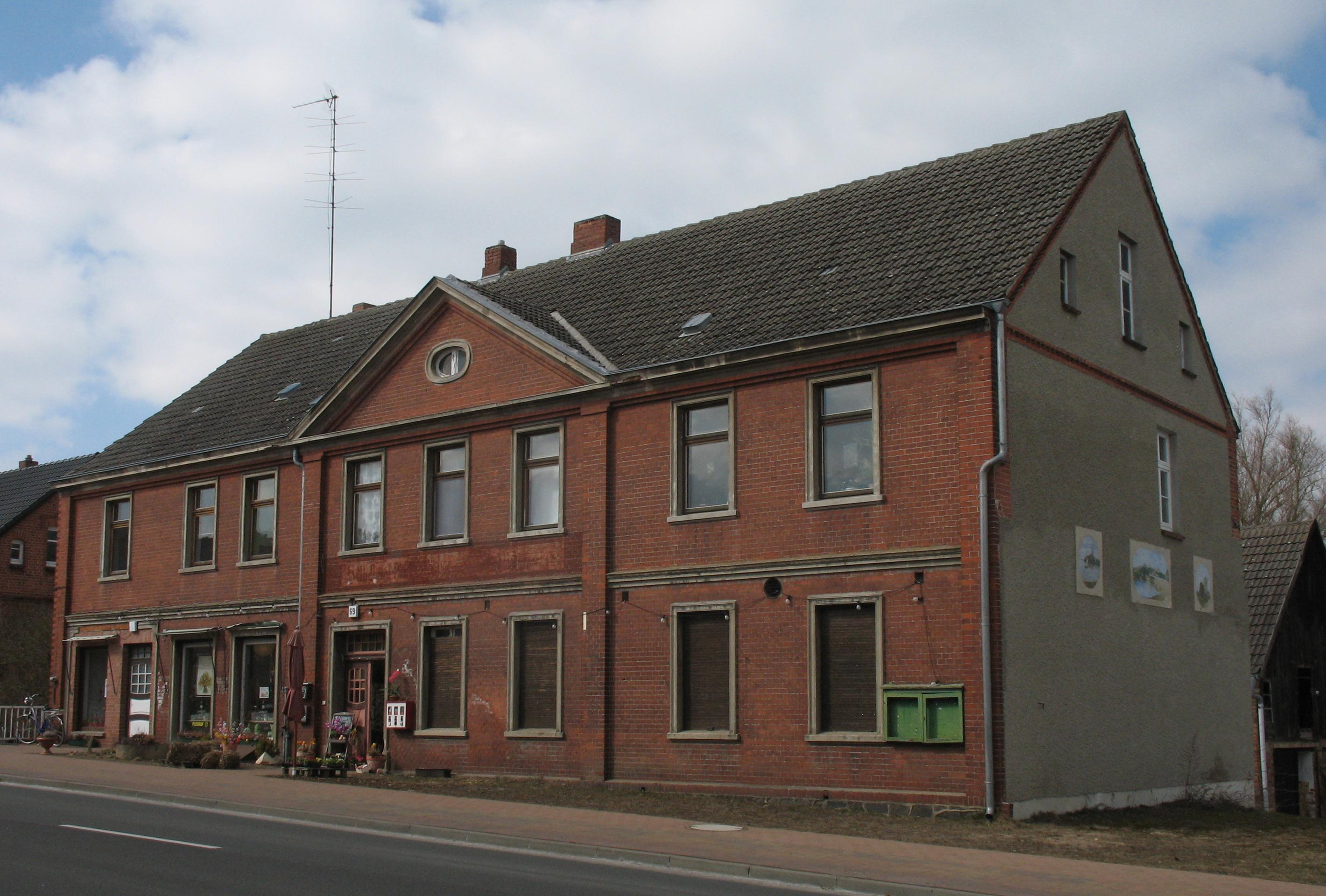
Dorfstr. 69
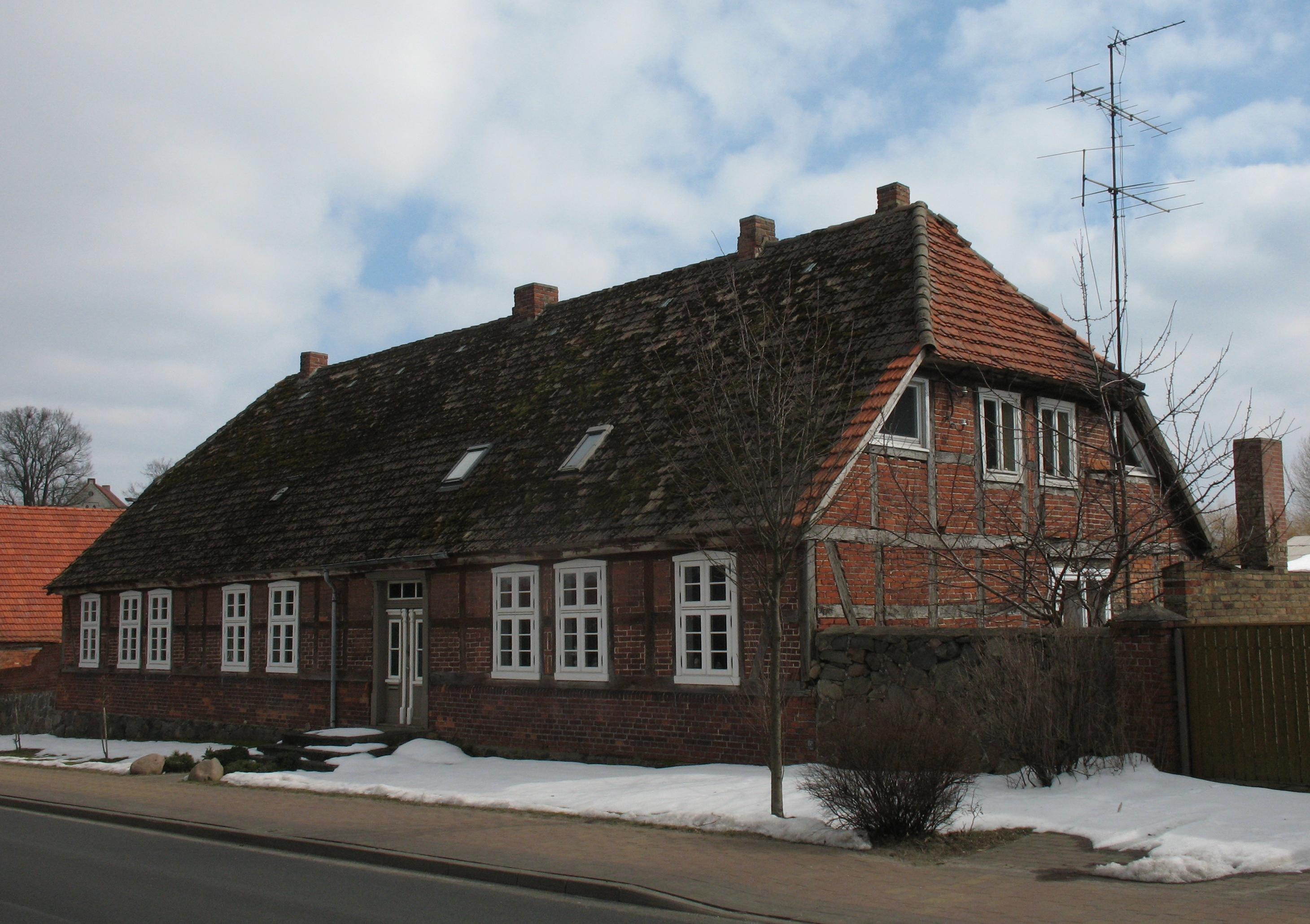
Dorfstr. 70
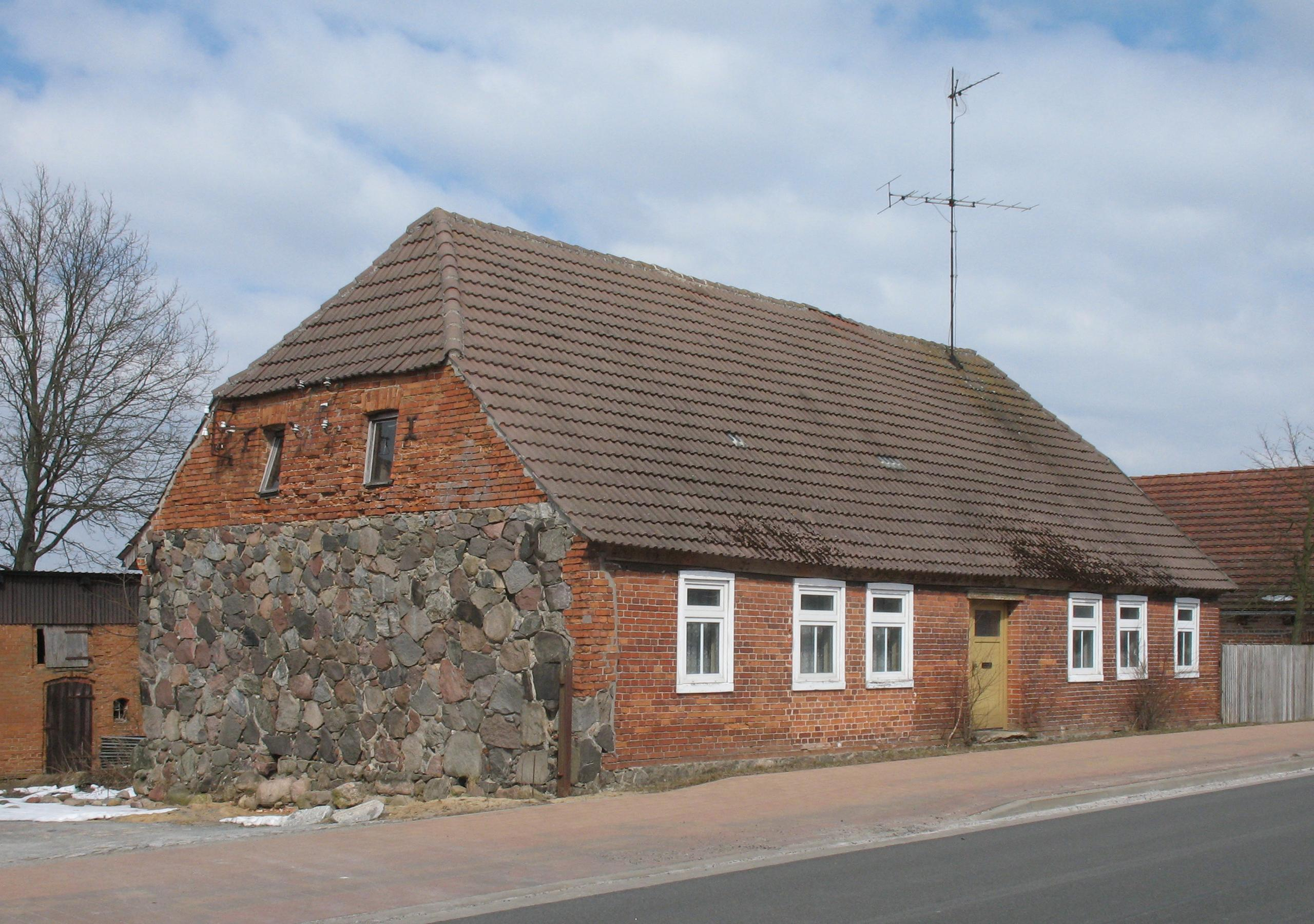
Dorfstr. 75
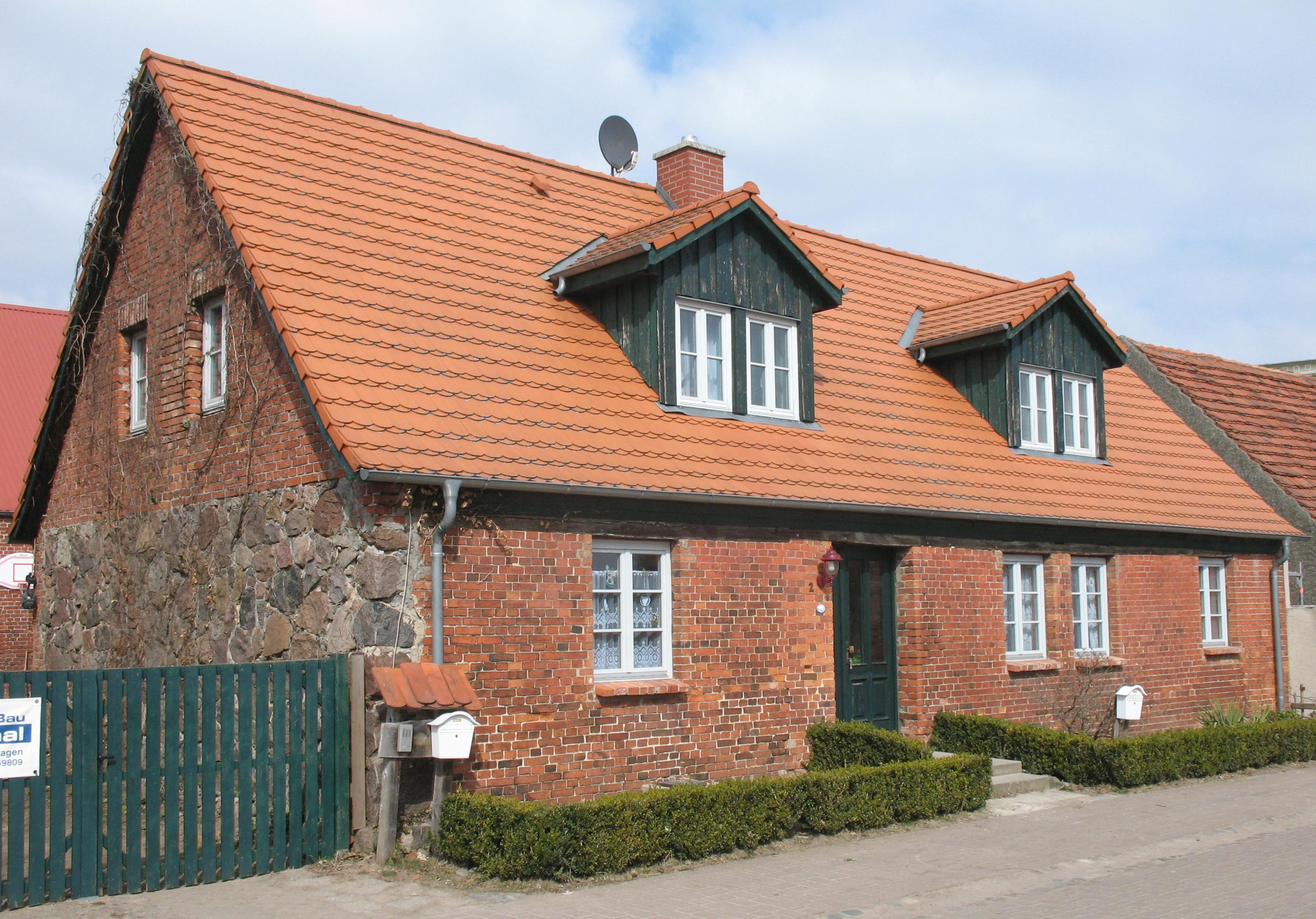
Diekstrat 2
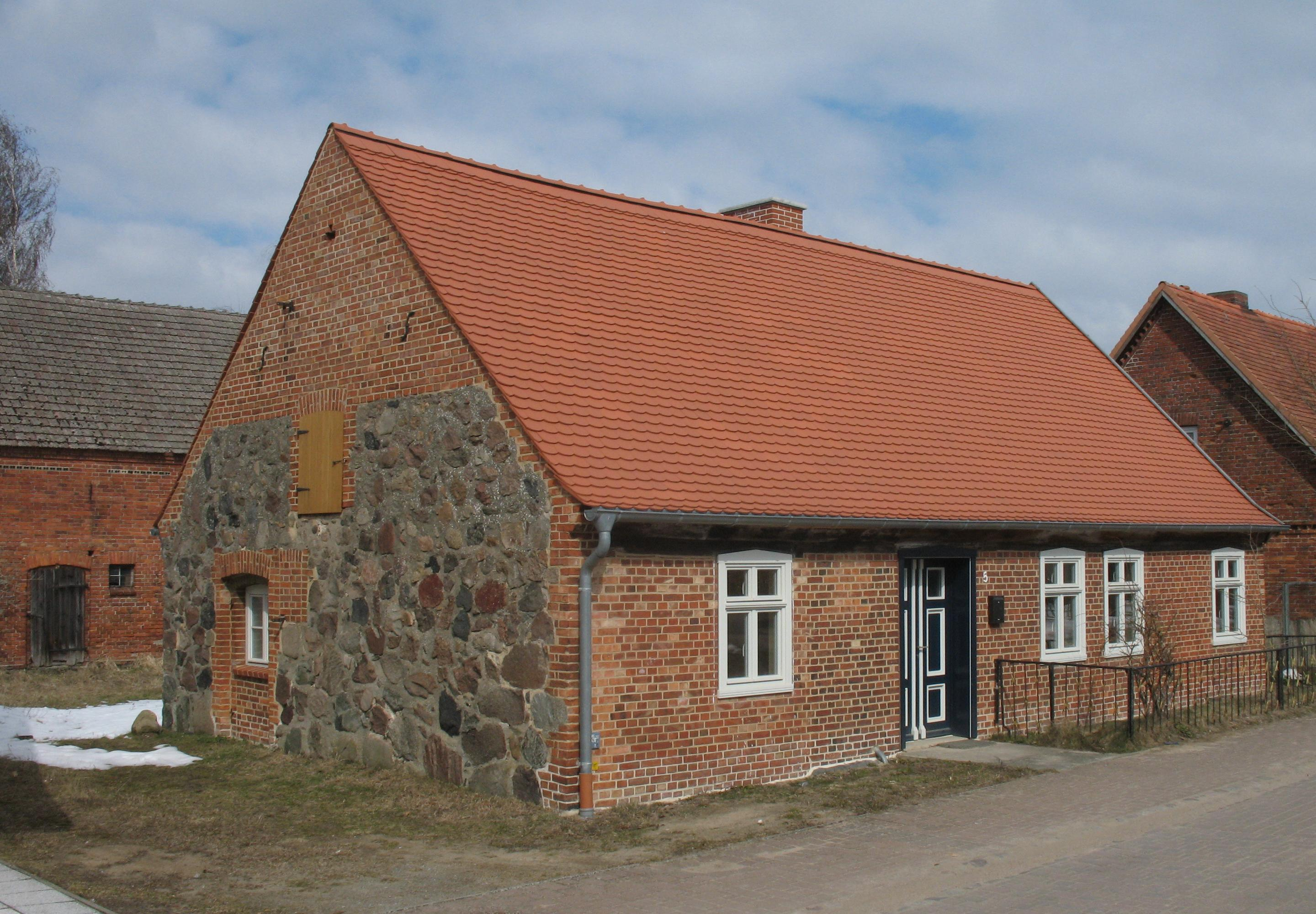
Diekstrat 5